# Bell (Floryda)
Bell – miasto w Stanach Zjednoczonych, w stanie Floryda, w hrabstwie Gilchrist.